# Айдарли (Аккольський район)
Айдарли́ (каз. Айдарлы) — село у складі Аккольського району Акмолинської області Казахстану. Входить до складу Кенеського сільського округу.
Населення — 56 осіб (2021; 82 у 2009, 103 у 1999).
До 2019 року село називалось Красний Горняк.